# أوليسس جيمس
أوليسس جيمس (بالإسبانية: Ulises Jaimes Huerta) هو لاعب كرة قدم مكسيكي في مركز الهجوم، ولد في 20 مارس 1996 في مدينة لازارو كارديناس في المكسيك. لعب مع نادي موريليا الرياضي.

## وصلات خارجية
- أوليسس جيمس على موقع قاعدة بيانات كرة القدم.إي يو (الإنجليزية)
- أوليسس جيمس على موقع Soccerway.com (الإنجليزية)
- أوليسس جيمس على موقع عالم كرة القدم.نت (الإنجليزية)
- أوليسس جيمس على موقع AS.com (الإسبانية)